# Fuligule milouinan
Aythya marila
Ne doit pas être confondu avec le Fuligule milouin (Aythya ferina).
Espèce
Statut de conservation UICN

 LC  : Préoccupation mineure
Le Fuligule milouinan (Aythya marila) est une espèce de palmipèdes appartenant à la famille des Anatidae. C'est un canard plongeur de taille moyenne, plus grand que son proche parent, le Fuligule à tête noire (Aythya affinis).  

## Description
Le Fuligule milouinan, adulte a une longueur de 39 à 56 cm, une envergure de 71 à 84 cm, et pèse entre 726 et 1 360 g. Dimorphisme sexuel bien visible.

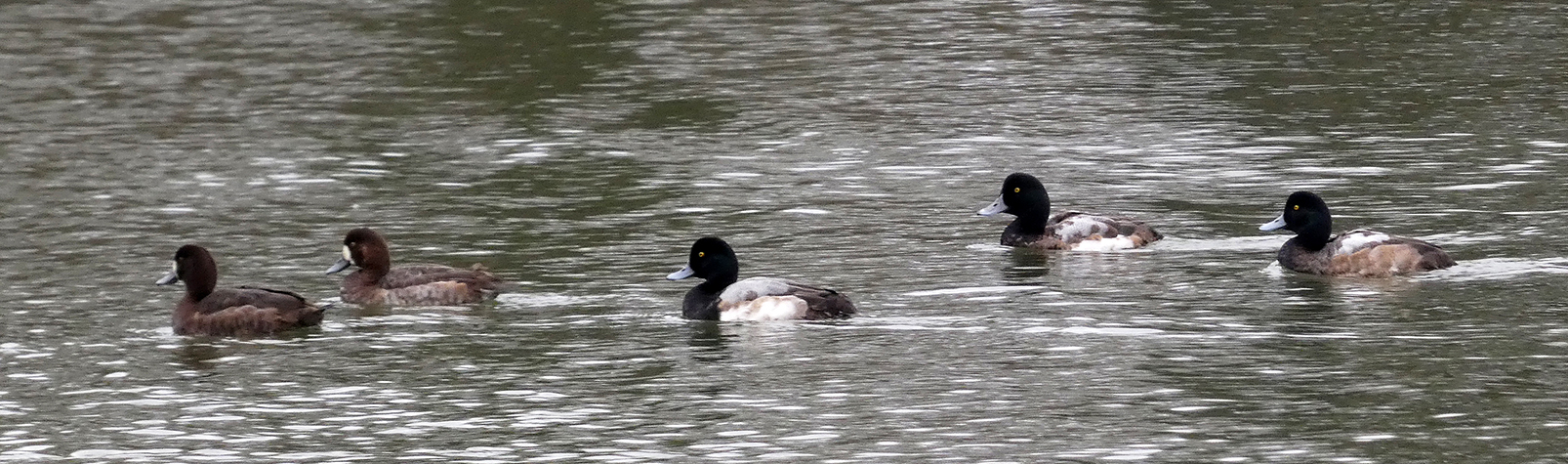
2 femelles à l'avant suivies par 3 mâles.

### Aspect du mâle

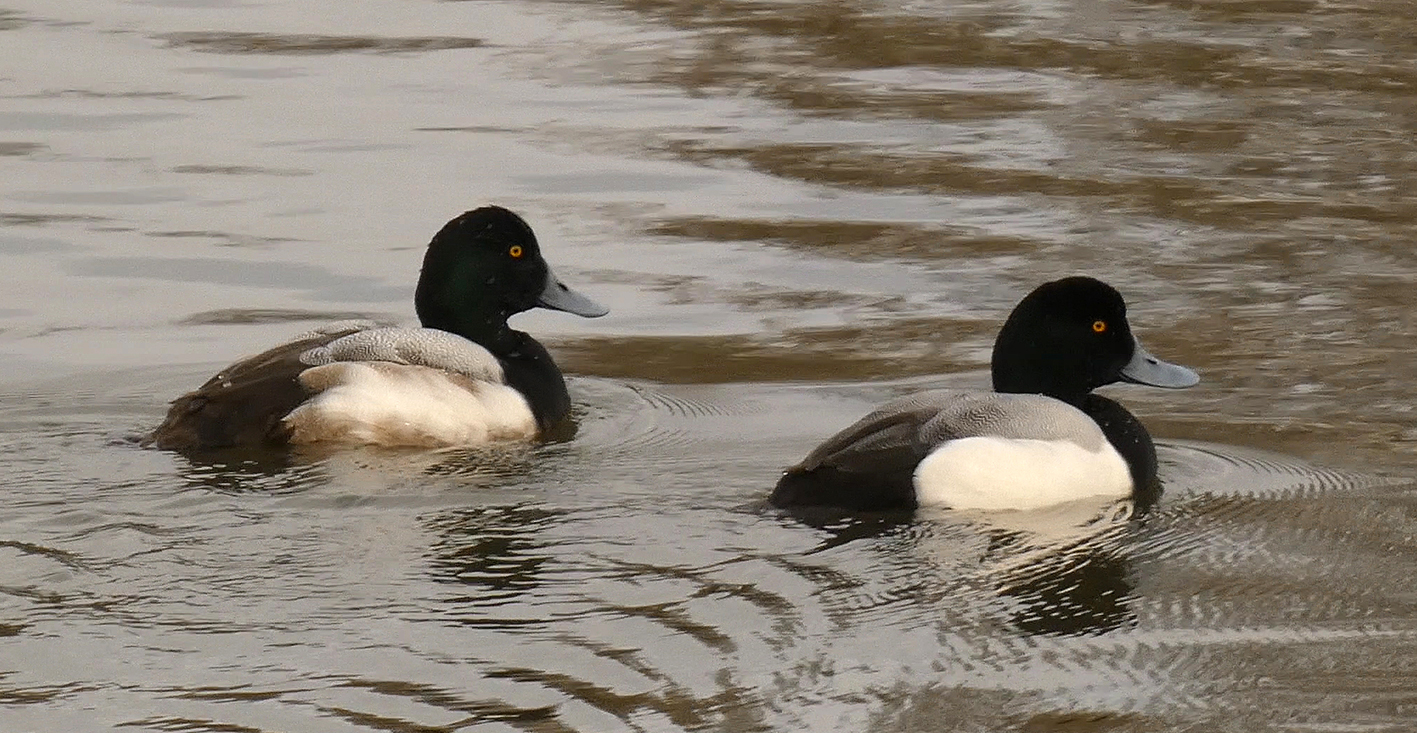
2 mâles.

Les mâles sont plus grands et ont une tête plus ronde que les femelles; ils ont un bec gris-bleu clair dont l'onglet est noir, et des yeux jaune. La tête est noir avec des reflets vert, la poitrine est noire, le ventre et les flancs blancs, et une barre alaire blanche. Le dos est blanc finement vermiculé de gris et la queue est noire. 
En vol, les mâles ont le dessus du corps et l'avant de l'aile gris contrastant avec le croupion et l'arrière du corps noirâtres. Sur la face supérieure des ailes, les rémiges primaires et secondaires possèdent une large bande blanche et sont terminées de noir sur le bord de fuite. Les primaires externes sont noirâtres. Le dessous des ailes est blanchâtre. 

### Aspect de la femelle
Les femelles adultes ont un corps brun mat avec les flancs gris-brun plus clairs et un dos plus foncé avec quelques vermiculations grisâtres. Elles ont une large et évidente zone blanche qui entoure la racine du bec et remonte jusqu'au front. Elles ont un bec, plus pâle que celui du mâle. En plumage d'été, elles ont également une tache auriculaire claire. 

### Aspect des juvéniles
Le juvénile ressemble à la femelle adulte mais avec moins de blanc près du bec, et le dessous plus clair.

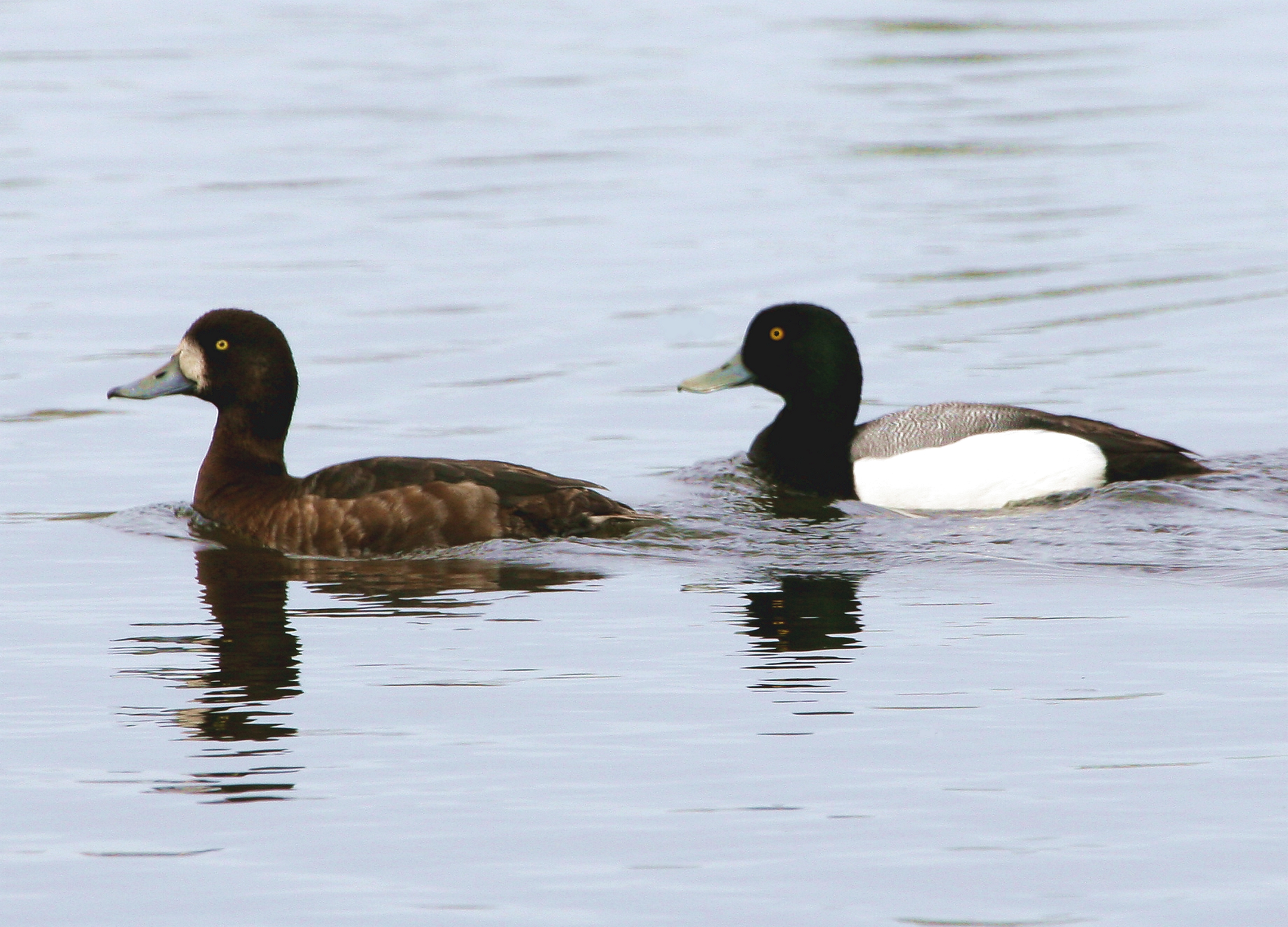
Aythya marila nearctica, Alaska

## Comportement

### Alimentation
Le Fuligule milouinan mange des mollusques, plantes et insectes aquatiques, qu'il obtient en plongeant. 

### Comportement social
Ces animaux forment de larges groupes, appelés radeaux, pouvant regrouper plusieurs milliers d'individus. 

### Reproduction
Le fuligule milouinan niche près de l'eau, typiquement sur les îles des lacs nordiques ou sur des radeaux de végétaux flottants.
Les mâles ont une parade nuptiale complexe qui se déroule pendant la migration de printemps et se conclut par la formation de couples monogames. 
Les femelles pondent six à neuf œufs olive-crème. Les œufs éclosent après 24 à 28 jours d'incubation. Les canetons sont nidifuges, et donc couverts de duvet, sont capables de suivre leur mère dans sa recherche de nourriture immédiatement après l'éclosion.
Ils deviennent adultes, c'est-à-dire capables de se reproduire, à l'âge de deux ans, mais commencent à construire des nids la première année. 

### Menaces
Leur principale menace est le développement humain, bien qu'ils soient la proie de rapaces nocturnes, mouffettes, ratons laveurs, renards, coyotes, et chassés par l'homme. Les populations de Fuligule milouinan sont en déclin depuis les années 1980. Cependant, cette espèce est toujours considérée, de manière globale, comme une espèce de préoccupation mineure par l'UICN mais vulnérable au niveau européen.

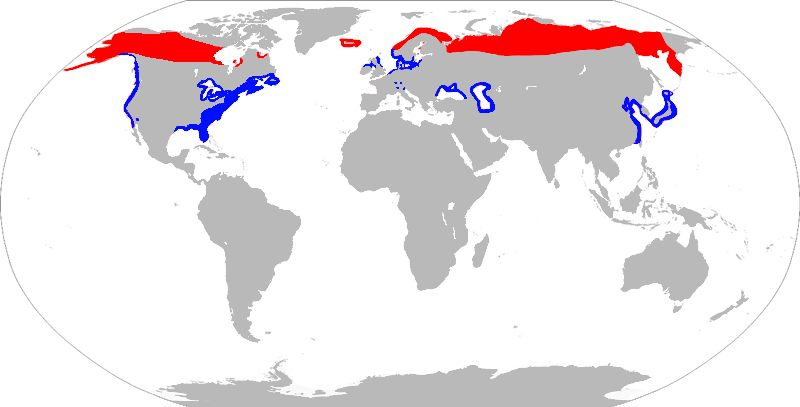
En rouge, aire de reproductionEn bleu, aire d'hivernage

## Répartition et habitat
Durant les mois d'été, il se reproduit en Alaska, au nord du Canada, en Sibérie, en Islande et en Scandinavie. En hiver, il migre au sud vers les côtes d'Amérique du Nord, d'Europe et du Japon.

## Systématique

### Taxinomie
Le Fuligule milouinan a été décrit pour la première fois par Carl Linné en 1761 sous le nom binominal Anas marila. L'espèce est maintenant placée dans le genre Aythya qui a été créé pour le Fuligule milouinan par le zoologiste allemand Friedrich Boie en 1822.

### Sous-espèces
Selon la classification de référence du Congrès ornithologique international (version 15.1, 2025) :
- Aythya marila marila (Linnaeus, 1761) — niche de l'Islande à la Léna, hiverne en Europe ;
- Aythya marila nearctica Stejneger, 1885 — niche de la Léna au Kamtchatka et de l'Alaska au Québec, hiverne en Asie orientale et en Amérique du Nord.

Les mâles d'Amérique, sous-espèce Aythya marila nearctica, se distinguent de ceux d'Europe et d'Asie, sous-espèce nominale Aythya marila marila, par des vermiculations plus foncées sur le manteau et les scapulaires. Les femelles des deux sous-espèces ne peuvent être distinguées les unes des autres.

## Galerie

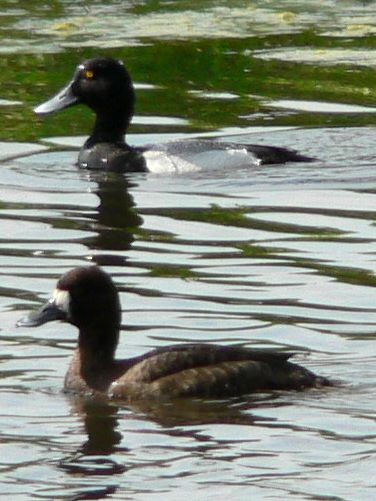
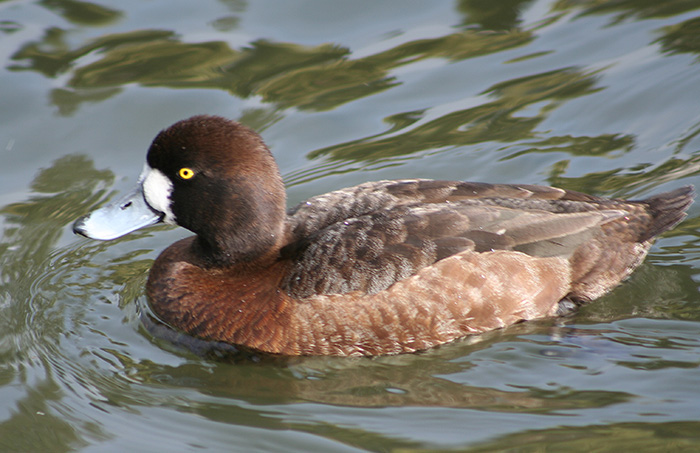
Femelle
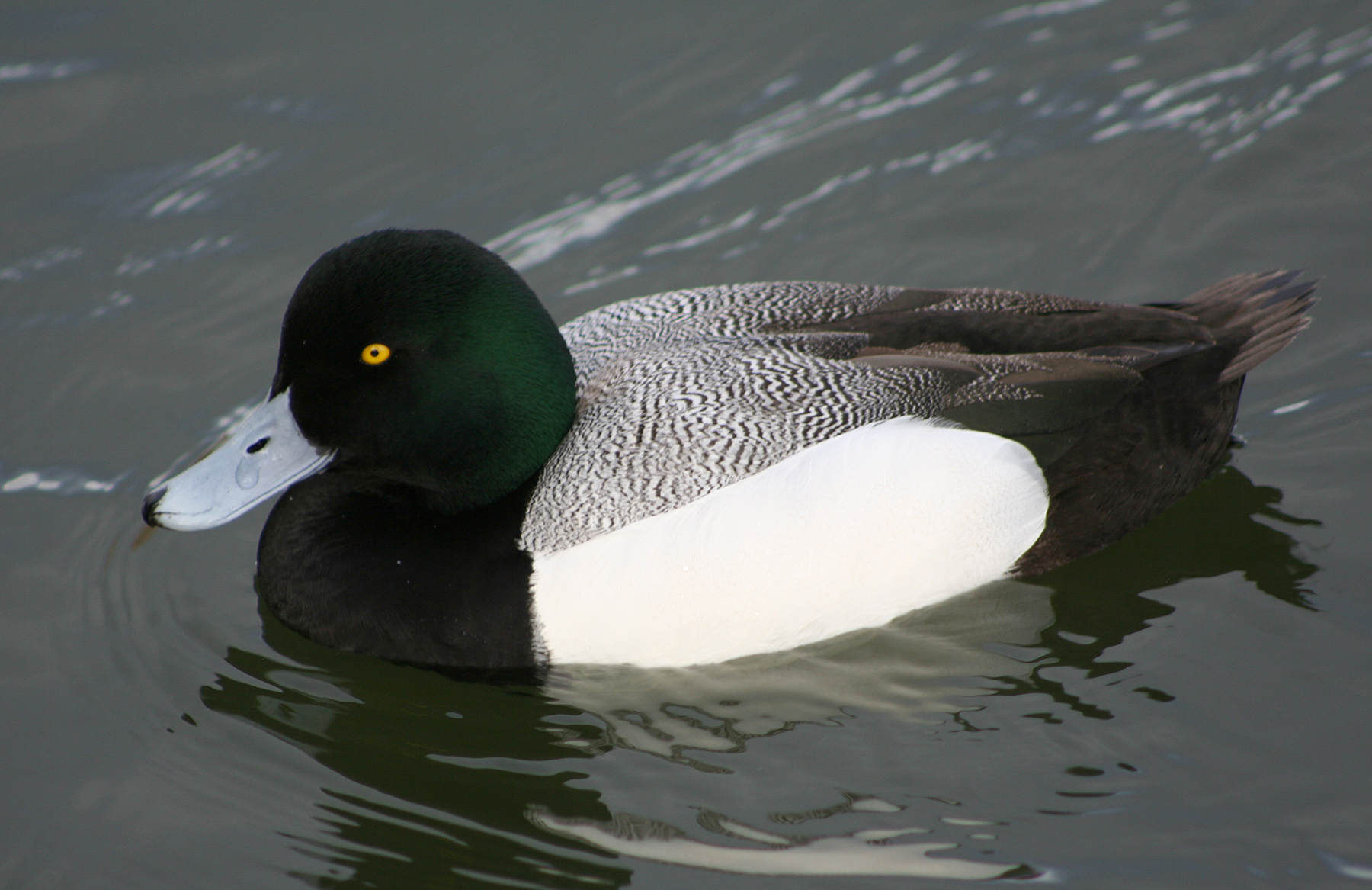
Mâle
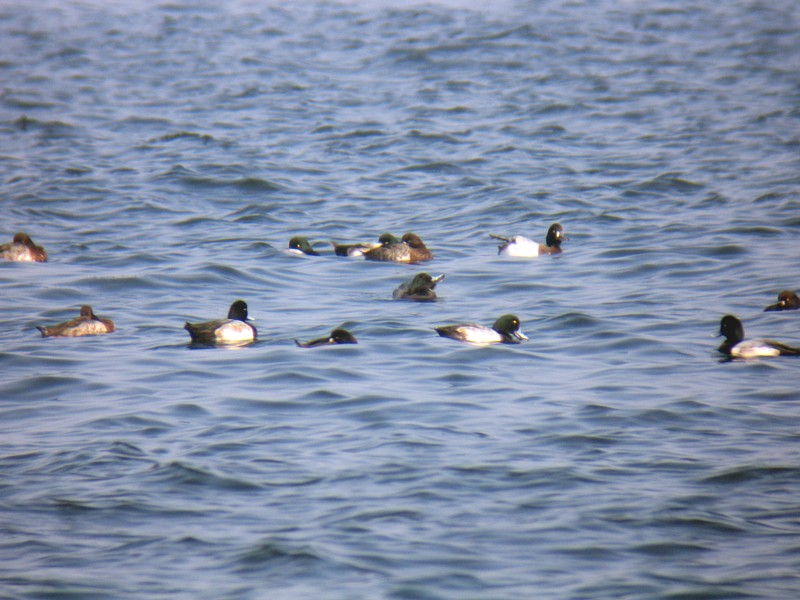
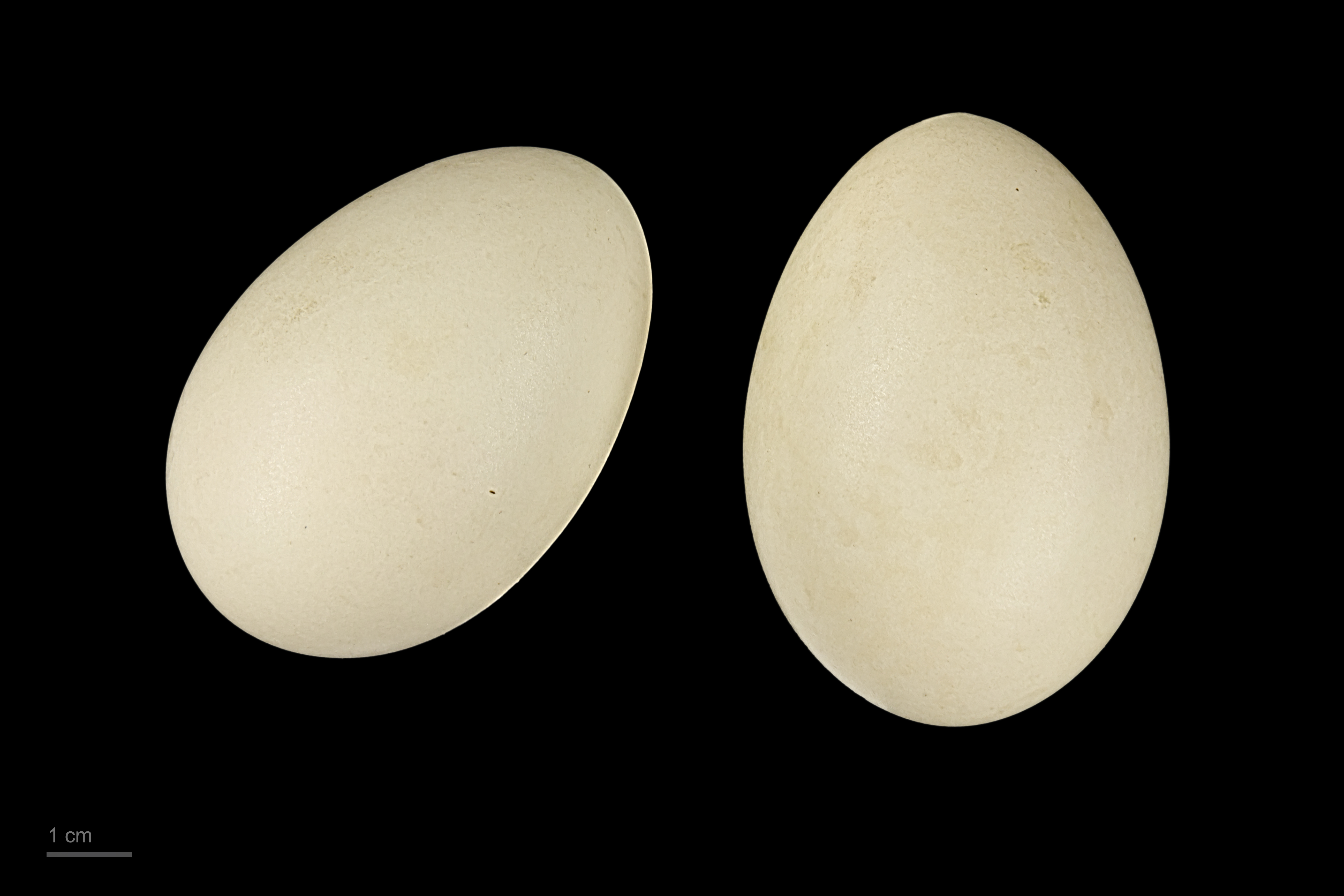
Œuf de Aythya marila -  Muséum de Toulouse

## Honneur
L'astéroïde (8438) Marila est nommé en son honneur.